# Konstantin Lopusjanskij
Konstantin Lopusjanskij (russisk: Константин Сергеевич Лопушанский) (født 12. juni 1947 i Dnipro i Sovjetunionen) er en sovjetisk filminstruktør og manuskriptforfatter.

## Filmografi
- Solo (Соло, 1980)[2][3]
- Breve fra en afdød (Письма мёртвого человека, 1986)
- Posetitel muzeja (Посетитель музея, 1989)
- Russkaja simfonija (Русская симфония, 1994)
- Gadkije lebedi (Гадкие лебеди, 2006)
- Rol (Роль, 2013)